# Fleetwood Town FC
Fleetwood Town FC is een Engelse voetbalclub uit Fleetwood, Lancashire.
De huidige club werd in 1997 opgericht maar de historie gaat terug tot 1908. Toen werd Fleetwood FC opgericht dat in 1976 opgeheven werd. De club was een van de stichtende leden van de Northern Premier League. In 1977 werd Fleetwood Town FC opgericht en in 1985 werd de finale van de FA Vase bereikt. In 1996 ging de club failliet. Hierna werd in 1997 de huidige club opgericht als Fleetwood Wanderers en vanwege een sponsortoevoeging was de naam ook kortstondig Fleetwood Freeport FC. In 1999 werd de huidige naam weer aangenomen.
Na vier promoties in zes seizoenen speelt de club in het seizoen 2010/11 in de Conference National nadat in de playoffs Alfreton Town FC verslagen werd. In het seizoen 2011/12 werd Fleetwood Town kampioen in de Conference National en promoveerde het naar de League Two. In het seizoen 2013/14 won Fleetwood Town FC de play-off finale in de League Two tegen Burton Albion FC en promoveerde zo naar de League One. Na tien seizoenen in de derde klasse degradeerde de club in 2024 naar de League Two.

## Eindklasseringen vanaf 1997/98
- 1998 12e
N-W Counties League Div. 2
- 1999 1e
N-W Counties League Div. 2
- 2000 7e
N-W Counties League Div. 1
- 2001 5e
N-W Counties League Div. 1
- 2002 14e
N-W Counties League Div. 1
- 2003 10e
N-W Counties League Div. 1
- 2004 3e
N-W Counties League Div. 1
- 2005 1e
N-W Counties League Div. 1
- 2006 2e
NPL Division One
- 2007 8e
NPL Premier Division
- 2008 1e
NPL Premier Division
- 2009 8e
Conference North
- 2010 2e
Conference North
- 2011 5e
Conference Premier
- 2012 1e
Conference Premier
- 2013 13e
League Two
- 2014 4e
League Two
- 2015 10e
League One
- 2016 19e
League One
- 2017 4e
League One
- 2018 14e
League One
- 2019 11e
League One
- 2020 6e
League One
- 2021 15e
League One
- 2022 20e
League One
- 2023 13e
League One
- 2024 22e
League One
- 2025 14e
League Two

- League One
- League Two
- National League
- National League North
- NPL Premier Division
- N-W Counties League Div. 1
- NPL Division One
- N-W Counties League Div. 2

ⓘ In 1992 invoering van de Premier League en opheffing van de Fourth Division; in 2004 opheffing van de First, Second en Third Division.

## Bekende (ex-)spelers
- Adam Campbell
- Ched Evans
- Matt Gilks
- David Henen
- Iain Hume
- Conor McLaughlin
- Marcus Nilsson
- Jamie Vardy

Accrington Stanley ·
Barnet ·
Barrow · 
Bristol Rovers · 
Bromley ·
Cambridge United · 
Cheltenham Town ·
Chesterfield ·
Colchester United ·
Crawley Town · 
Crewe Alexandra · 
Fleetwood Town ·
Gillingham ·
Grimsby Town ·
Harrogate Town · 
Milton Keynes Dons · 
Newport County ·	
Notts County · 
Oldham Athletic · 
Salford City · 
Shrewsbury Town · 
Swindon Town ·
Tranmere Rovers ·
Walsall ·